# Jean-Paul L'Allier
Jean-Paul L'Allier (Hudson, 12 de agosto de 1938 — Quebec, 5 de janeiro de 2016) foi um político do Canadá, membro da Assembleia Nacional do Quebec (MNA) e o 38.º prefeito da cidade de Quebec, tendo estado no cargo de 1970 até 1976.